# نیروی هوایی آلمان شرقی
نیروی هوایی آلمان شرقی، یکی از ارکان ۳ گانه ارتش این کشور سابق بود که در بزرگ‌ترین حالت در ۱۹۸۹ دارای ۸۰۰ هواگرد بود و جزو بزرگ‌ترین و قدرتمندترین نیروی‌های هوایی پیمان ورشو بود.

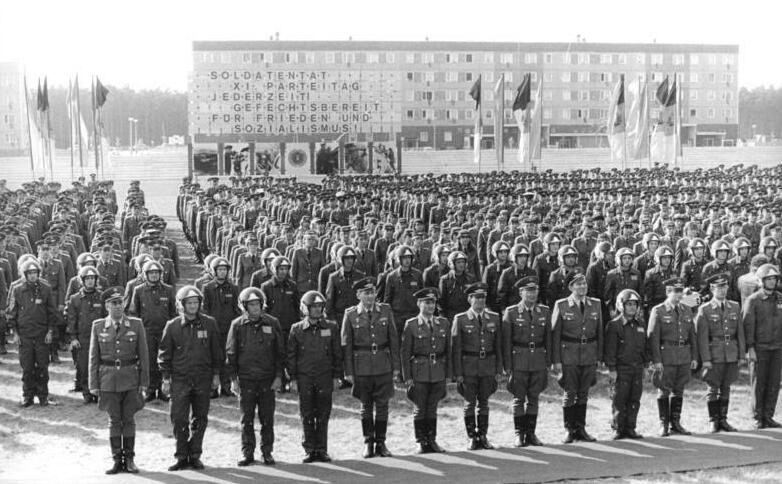
Soldiers of the Fritz Schmenkel fighter wing, 1985

تفاوت عمده این نیروی هوایی با بقیه نیروهای هوایی پیمان ورشو (به جز شوروی) در این بود که این نیرو از جدیدترین و البته بهترین تجهیزات ساخت شوروی استفاده می‌کرد و خبری از کاهش امکانات به دلیل برخورداری نسخه صادراتی نبود.

## موجودی هواپیما

### تجهیزات

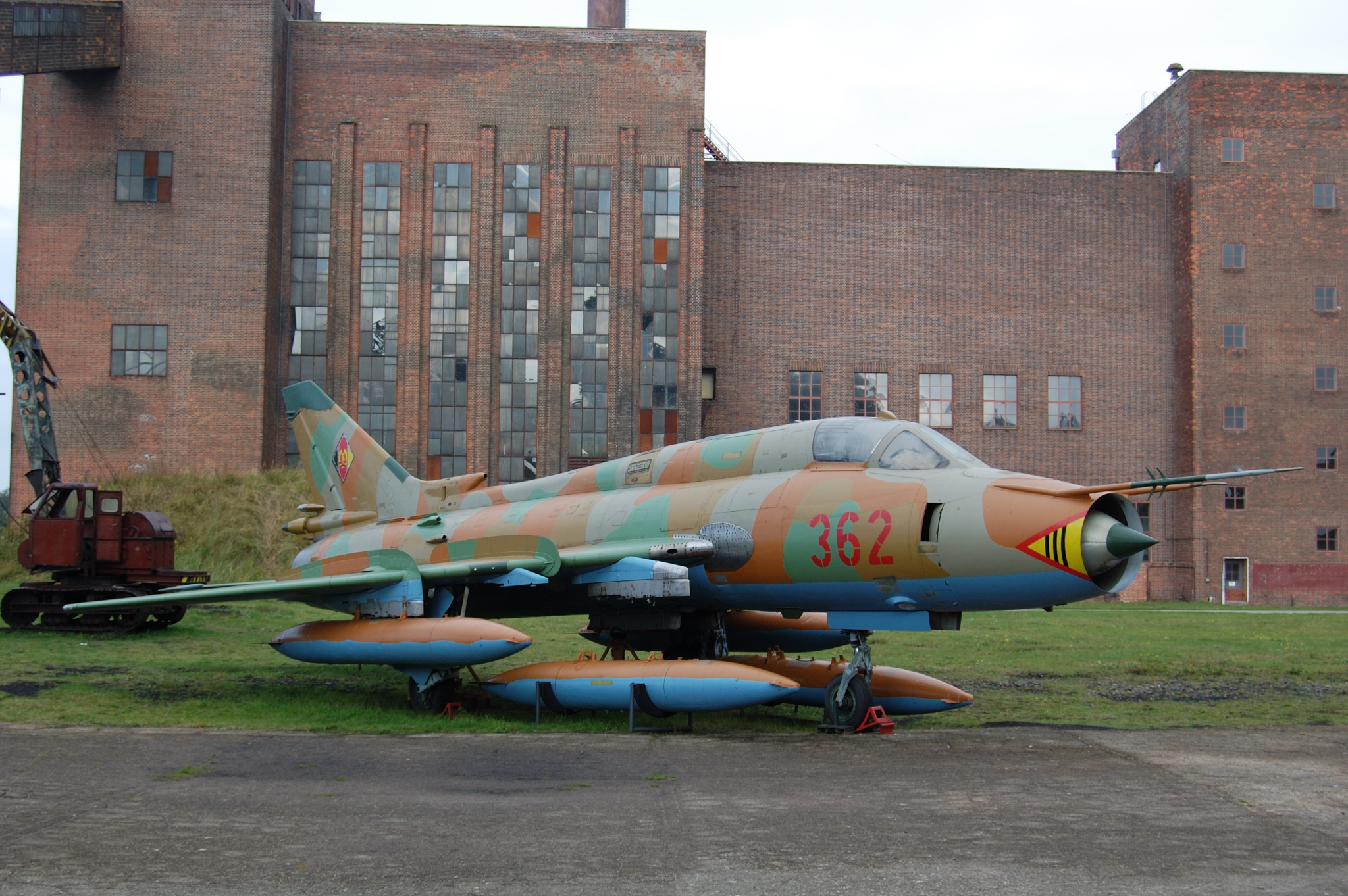
سوخو-۲۲ نیروی هوایی آلمان شرقی

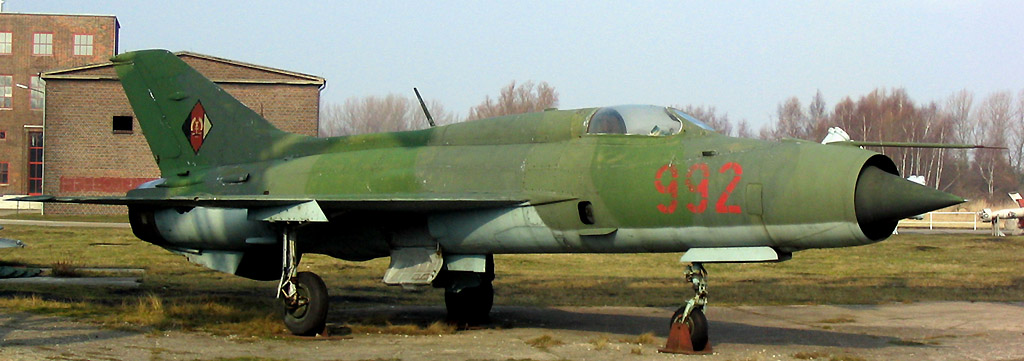
میگ
۲۱ آلمانی

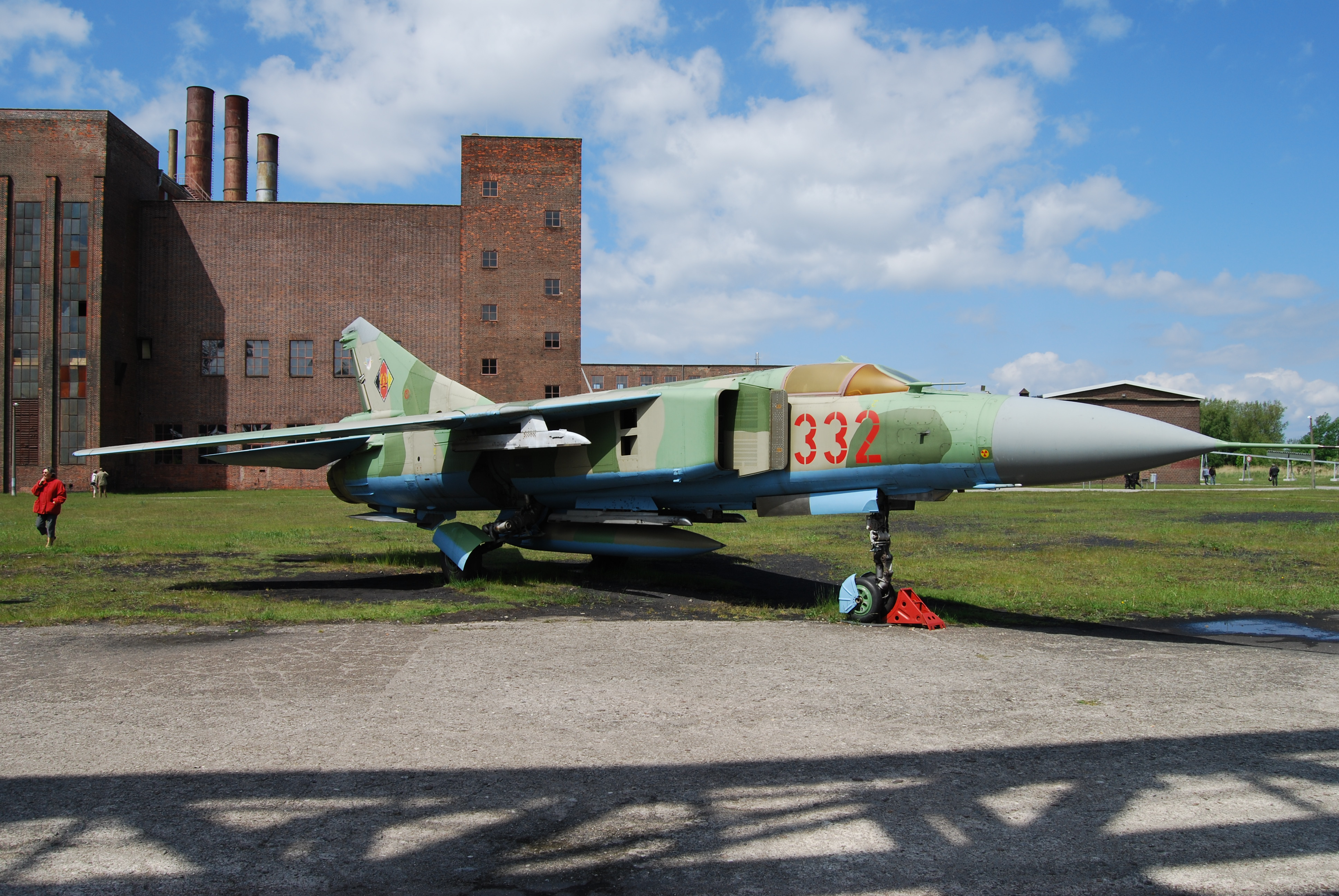
میگ-۲۳ آلمانی

تجهیزات در سال ۱۹۸۹:
| دسته‌بندی                  | تجهیزات                 | کشور مبدأ                   | عدد | استفاده توسط Luftwaffe |
| ------------------------- | ----------------------- | --------------------------- | --- | --- |
| "هواپیمای جنگنده/آموزنده" | میگ-۲۱                  | شوروی                       | ۲۵۱ | |
| "هواپیمای جنگنده/آموزنده" | میگ-۲۳                  | شوروی                       | ۴۷  | |
| "هواپیمای جنگنده/آموزنده" | میگ-۲۳                  | اتحاد جماهیر شوروی          | ۱۸  | |
| "هواپیمای جنگنده/آموزنده" | میگ ۲۹                  | اتحاد جماهیر شوروی          | ۲۴  | تا سال ۲۰۰۴. سپس ۲۲ عدد به لهستان برای یک یورو نمادین فروخته شد. . Oldenbourg Wissenschaftsverlag، مونیخ ۲۰۰۶، شابک ‎۳-۴۸۶-۵۷۹۷۳-۸، ص. 833.)</ref> |
| "هواپیمای جنگنده/آموزنده" | سوخو-۲۲                 | اتحاد جماهیر شوروی          | ۵۴  | |
| "هواپیمای جنگنده/آموزنده" | آئرو ال-۳۹ آلباتروس     | چکسلواکی                    | ۵۲  | |
|                           | ائرو ال-۲۹ دلفین        | چکسلواکی                    |     | |
| هواپیمای ترابری           | آنتونوف ای‌ان-۲          | اتحاد جماهیر شوروی · لهستان | ۱۸  | |
| هواپیمای ترابری           | آنتونوف ای‌ان-۲۶         | اتحاد جماهیر شوروی          | ۱۲  | ۴ |
| هواپیمای ترابری           | ایلیوشین ایل-۶۲         | اتحاد جماهیر شوروی          | ۳   | تا سال ۱۹۹۳ |
| هواپیمای ترابری           | توپولف تو-۱۳۴           | اتحاد جماهیر شوروی          | ۳   | تا سال ۱۹۹۲ |
| هواپیمای ترابری           | توپولف تو-۱۵۴           | اتحاد جماهیر شوروی          | ۲   | تا سال ۱۹۹۷ |
| هواپیمای ترابری           | لت-۴۱۰                  | چکسلواکی                    | ۱۲  | تا سال ۲۰۰۰ |
| هواپیمای ترابری           | زلین زد۴۳               | چکسلواکی                    | ۱۲  | |
| بالگردها                  | میل می-۲                | لهستان                      | ۲۵  | |
| بالگردها                  | میل-۸                   | اتحاد جماهیر شوروی          | ۹۸  | تا سال ۱۹۹۷ |
| بالگردها                  | میل -۲۴                 | اتحاد جماهیر شوروی          | ۵۱  | تا سال ۱۹۹۳ |
| بالگردها                  | میل می-۱۴               | اتحاد جماهیر شوروی          | ۱۴  | |
| "موشک‌های زمین به هوا"     | S-75 دوینا              | اتحاد جماهیر شوروی          | ۴۸  | |
| "موشک‌های زمین به هوا"     | S-75 Volchov            | اتحاد جماهیر شوروی          | ۱۷۴ | |
| "موشک‌های زمین به هوا"     | اس-۱۲۵پیچورا            | اتحاد جماهیر شوروی          | ۴۰  | |
| "موشک‌های زمین به هوا"     | اس-۲۰۰ آنگارا/وگا/دوبنا | اتحاد جماهیر شوروی          | ۲۴  | |
| "موشک‌های زمین به هوا"     | اس-۳۰۰ (سامانه موشکی)   | اتحاد جماهیر شوروی          | ۱۲  | |